# Корейська протока
Корейська протока (кор. 대한해협, яп. 対馬海峡) — між Корейським півостровом і Японськими островами Ікі, Кюсю і південно-західною частиною Хонсю.
- Довжина — 390 км.
- Ширина — 180 км.
- Глибина — 73 м.

Острів Цусіма ділить Корейську протоку на Східний (Цусімська протока) і Західний проходи.
Важливий морський шлях з Японського моря в Східнокитайське море; порти: Пусан (Республіка Корея), Фукуока (Японія).

## Течії
Частина течії Куросіо проходить через протоку. Її іноді називають Цусімською течією. Прямуючи вздовж Японських островів, течія проходить через Японське море, потім ділиться на дві гілки: одна прямує вздовж узбережжя Сахаліну і врешті-решт виходить у північну частину Тихого океану через протоку на північ від Хоккайдо, друга прямує в Охотське море на північ від острова Сахалін поблизу Владивостоку. Характеристики водних мас значно відрізняються один від одного через низьку солоність води біля південно-східного узбережжя Кореї і Китаю.

## Економічне значення
Численні міжнародні морські шляхи проходять через протоку, Південна Корея і Японія обмежила свої територіальні претензії на протоку до трьох морських миль (5,6 км) від берега, з тим, щоб забезпечити вільний прохід через неї, а також щоб ядерні військові кораблі ВМС США і підводні човни прямуючи через протоку, не порушували закони Японії про заборону ядерної зброї на її території.
Пасажирські пороми кордом численні маршрути через протоку. Комерційні пороми прямують з порту Пусан (Південна Корея) в японські порти Фукуока, Цусіма, Сімоносекі і Хіросіма. Пороми з'єднуючі Пусан та японські міста з портами Китаю також прямують через протоку.

## Історія
У Цусімській протоці біля острова Цусіма 27—28 травня 1905 року відбулася Цусімська битва між японським флотом під командуванням адмірала Тоґо Хейхатіро і 2-ю тихоокеанською ескадрою російського флоту під командуванням віцеадмірала Зіновія Рожественського, вирішальна морська битва російсько-японської війни, під час якої російський флот зазнав нищівної поразки, що значною мірою визначило підсумок війни.